# کاسانووا لوناتی
کاسانووا لوناتی (به ایتالیایی: Casanova Lonati) یک کومونه در ایتالیا است که در استان پاویا واقع شده‌است.

## خصوصیات
کاسانووا لوناتی ۴٫۶ کیلومترمربع مساحت و ۴۵۵ نفر جمعیت دارد.